# Bolotettix
Bolotettix is een geslacht van rechtvleugeligen uit de familie doornsprinkhanen (Tetrigidae). De wetenschappelijke naam van dit geslacht is voor het eerst geldig gepubliceerd in 1907 door Hancock.

## Soorten
Het geslacht Bolotettix omvat de volgende soorten:
- Bolotettix affinis Günther, 1938
- Bolotettix anomalus Hancock, 1910
- Bolotettix inermis Hancock, 1915
- Bolotettix lobatus Hancock, 1912
- Bolotettix luzonicus Bey-Bienko, 1935
- Bolotettix mentaweiensis Günther, 1938
- Bolotettix parvispinus Hancock, 1913
- Bolotettix perminutus Bolívar, 1887
- Bolotettix planus Hancock, 1907
- Bolotettix validispinus Hancock, 1907